# Ère Bunroku
L'ère Bunroku (文禄) est l'une des ères du Japon (年号), nengō, littéralement « le nom de l'année ») suivant l'ère Tenshō et précédant l'ère Keichō allant du mois de décembre 1592 au mois d'octobre 1596. L'empereur régnant est Go-Yōzei-tennō (後陽成天皇).

## Changement de l'ère
- 1592 Bunroku gannen (文禄元年?) : Le nom de la nouvelle ère est créé pour marquer un événement ou une série d'événements. L'ère précédente se termine quand commence la nouvelle, en Tenshō 20.

## Événements de l'ère Bunroku
- Bunroku gannen (文禄元年?) ou Bunroku 1 (1592) : La guerre Imjin (en coréen 임진왜란, littéralement « la guerre du bouleversement japonais de l'année Imjin » ; en japonais 文禄, 慶長の役, littéralement « les batailles de Bunroku et de Keicho ») est un conflit opposant, de 1592 à 1598, la Corée de la dynastie Chosŏn au Japon[3].
- 1592 (Bunroku 1) : Toyotomi Hideyoshi envahit la Corée. C'est la  guerre Imjin (Bunroku no Eki)[3], aussi connue sous le nom Bunroku Keichō no Eki[1].
- 1592 (Bunroku 1) : Ogasawara Sadayori prétend avoir découvert les îles Bonin et le territoire lui est accordé comme fief par Toyotomi Hideyoshi[4].
- 1592 (Bunroku 1) : Des pièces d'argent appelées Bunroku-tsūhō sont frappées pour payer les troupes de Hideyoshi. La pièce de 23,25 mm de diamètre pèse 1 momme (approximativement 3,75 g). Des pièces de cuivre sont mises en circulation au même moment mais aucune ne nous est parvenue[1].
- 1593 (Bunroku 2) : Naissance de Toyotomi Hideyori de Yodo-Dono, la maîtresse de Hideyoshi[5].
- 1595 (Bunroku 4) : Toyotomi Hidetsugu perd sa position et son pouvoir[6].

| Bunroku   | 1re  | 2e   | 3e   | 4e   | 5e   |
| Grégorien | 1592 | 1593 | 1594 | 1595 | 1596 |